# 海雲台斗山We've the Zenith
海雲台斗山We've The Zenith（ヘウンデトサン ウィーブ・ザ・ゼニス）は、韓国釜山広域市海雲台区にある超高層ビルである。3棟の超高層ビルで構成される。

## 概要

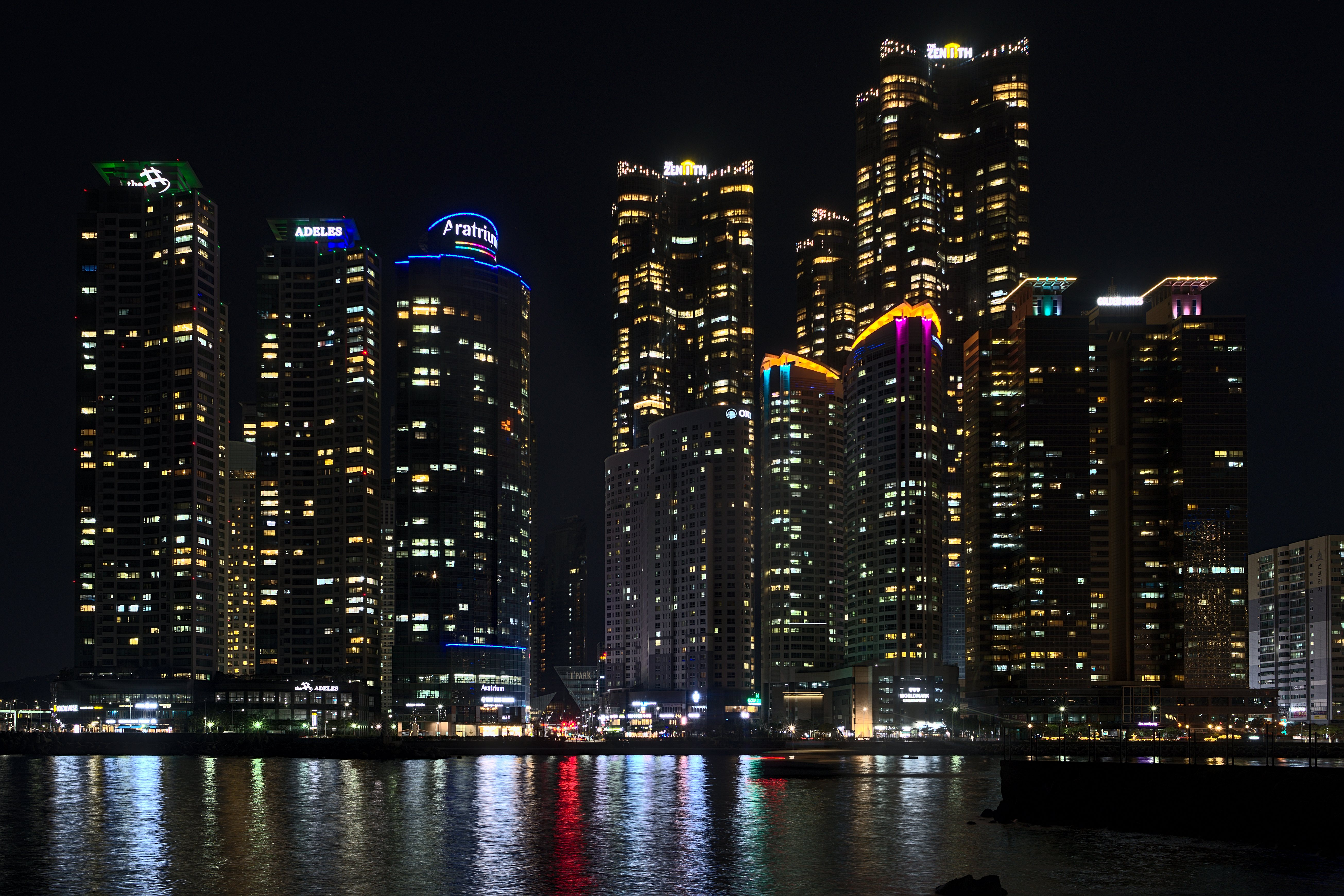
右側がウィーブ・ザ・ゼニス

斗山グループによるプロジェクトで、斗山建設が展開するマンション「ウィーヴ（We've）」の高級超高層マンションブランド「ウィーブ・ザ・ゼニス（We've The Zenith）」の一つとして建設された。2007年に着工し、2011年竣工した。花びらのような湾曲した形のデザインとなっている。
タワーAの高さは301mあり、2011年の完成当時、韓国には高さ300mを超えるスーパートールは存在しておらず、竣工時点では韓国で最高層の建築物であった。
2014年に北東アジア貿易タワー（現在はポスコタワー-松島）が竣工し、わずかに高さを抜かれ、国内2位の高さの建物となった。その後も高さ555mのロッテワールドタワーなどに抜かれて現在高さは国内7位となっている。釜山でも最も高い建築物であったが、2019年に海雲台LCT The Sharpが3棟構成で完成したため、タワーAは釜山で4番目に高い建物になっている。

## データ
- TowerA ‐ 301m、80階建て
- TowerB ‐ 281.5m、75階建て
- TowerC ‐ 265m、70階建て